# 山姫

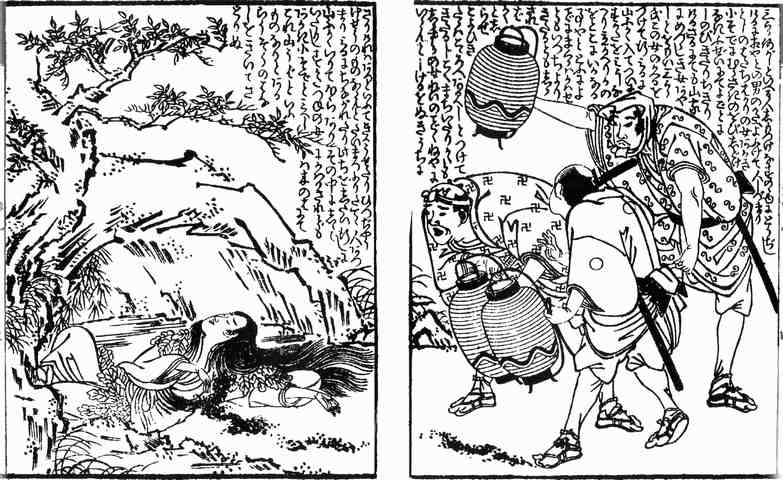
鳥文斎栄之・画『模文画今怪談』より、下野那須野（現・栃木県）で討ち取られた山女（左）

山姫（やまひめ）または山女（やまおんな）は、日本に伝わる妖怪。その名の通り、山奥に住む女性の姿をした妖怪である。

## 概要
東北地方、岡山県、四国、九州など、ほぼ全国各地に伝わっている。山女の名は民俗資料、中世以降の怪談集、随筆などに記述がある。
各伝承により性質に差異はあるものの、多くは長い髪を持つ色白の美女とされる。服装は半裸の腰に草の葉の蓑を纏っているともいうが、樹皮を編んだ服を着ている、十二単を着た姿との説もある。

## 各地の伝承

### 熊本県
熊本県下益城郡でいう山女は、砥用から椎葉に帰る途中、山犬落にて目撃された。頭はウッポリ髪、地面につくほど長い髪に節を持ち、人を見ると大声で笑いかけるという。あるときに山女に出遭った女性が笑いかけられ、女性が大声を出すと山女は逃げ去ったが、笑われた際に血を吸われたらしく、間もなく死んでしまったという。
また、人里の人間を婿にしたり、大蜘蛛に化けたりするともいう。
熊本県菊池郡虎口村でいう山女の話では、この村に嫁に来た女が三年経って急に行方不明となったためその日を命日としていたが、三年忌をしているところに急にその女が現れてきた。これまでどうしていたのかと問うと、自分は深葉山から矢筈嶽のあたりに住んで人を食って生きている、これは山にいる時の姿です。と言って山女の本性を出した。身の丈は約一丈で頭に角があったという。砥用の近くの鉾尾という部落では、お婆さんが一人で留守番をしているところに山女が現れ、お産をするから小屋のツチでもよいから１週間ほど貸してほしいと頼んできた。１週間後その女がまた現れてお婆さんに礼を述べてこれから先あなたには小遣の不自由はさせないといった。それからというものお婆さんの財布には常にお金が入っていた。しかしその後お婆さんのむこが金を遣い込み、それから山女も金をくれなくなったという。（菊池郡鞍岳）。

### 鹿児島県
鹿児島県肝属郡牛根村（現・垂水市）では山奥に押し入ってきた男を襲い、生き血を啜るという。信州（長野県）の九頭龍山の本性を確かめるために山中に入った男が、山姫に遭って毒気を浴びせられ、命を落としたという逸話もある。
屋久島では山姫をニイヨメジョとも呼び、伝承が数多く残る。十二単姿で緋の袴を穿いているとも、縦縞の着物を着ているとも、半裸でシダの葉で作った腰蓑を纏っているともいうが、いずれも踵に届くほど長い髪の若い女であることは共通している。山姫に笑いかけられ、思わず笑って返せば血を吸われて殺されるという。山姫をにらみつけるか、草鞋の鼻緒を切って唾を吐きかけたものを投げつけるか、サカキの枝を振れば難を逃れられる。しかし、山姫が笑う前に笑えば身を守れるとの伝承もある。
かつて屋久島吉田集落の者が、山に麦の初穂を供えるため、旧暦8月のある日に18人で連れ立って御岳に登った。途中で日が暮れたため、山小屋に泊まった。翌朝の早朝、飯炊きが皆より早く起きて朝食の準備をしていたところ、妙な女が現れ、眠る一同の上にまたがって何かしている。結局、物陰に隠れていた飯炊き以外の全員が血を吸われて死んでいたという。
1965年、鹿屋市輝北町上百引の神社内で遭遇。神社は、小学校の裏手に位置しているため学校帰りに10名ほどの友人達と立ち寄って、銀杏の実を落として拾っていたところ、社殿脇の藪からカサカサ　ガサガサという音が聞こえてきた。構わず銀杏めがけて石ころなどを投げては落としていた。しかし、先ほどとは大きく異なる音が聞こえ、皆その方向に目を向けた。次の瞬間、先端から尾にかけて少し末広がりな、長さ1Mほどの白い布のように見えたそれが、俊敏な速さで弧を描いて藪上の宙を三度ほど飛んでは下に消えた。同時に、それが宙を飛んでる真下の藪もまた、凄まじい音と動きで右から左へと分かるぐらいの勢いで激しく揺さぶられていた。皆、一斉に声を発してその場から遠く逃げ出した。このことを帰宅後、母親に話すと山姫とのこと。母親の兄もかつて遭遇しており、聞かされた話があった。昼でもうっそうとした杉山に燃料の枯れ枝を拾い集めに行っていたところ、カサカサという音に鶏でも迷い込んだかと目を向けたところ、突然、眼前に真っ白なものがスッくと立ち上がり、見上げると小顔の女性であった。仰天して逃げようにも全く足腰に力が入らず、気づけば手だけで地面を泳ぐように漕いでいた、といった始末。帰宅して話すとやはり山姫であると祖母が語り、笑ったら殺されるそうだとも諭したそうだが、とてもそんな余裕などあろうはずもない。

### 宮崎県
宮崎県西諸県郡真幸町（現・えびの市）の山姫は、洗い髪で山中で綺麗な声で歌を歌っているというが、やはり人間の血を吸って死に至らしめるともいう。同県東臼杵郡では、ある猟師が猿を撃とうとしたが不憫になってやめたところ、猿が猟師にナメクジを握らせ、後に猟師が山女に出遭ったところ、実は山女はナメクジが苦手なので襲われずにすんだという。

### 大分県
大分県の黒岳でいう山姫は絶世の美女だという。ある旅人が山姫と知らずに声をかけたところ、山姫の舌が長く伸び、旅人は血を吸い尽くされて死んでしまったという。

### 高知県
高知県幡多郡奥内村（現・大月町）では山女に出遭うと、血を吸われるどころか出遭っただけで熱病で死んでしまったといわれる。

### 岩手県
岩手県上閉伊郡上郷村（現・遠野市）の山女は性欲に富み、人間の男を連れ去って厚遇するが、男が精力を切らすと殺して食べてしまうという。

## 人間説
これらのように山姫、山女は妖しげな能力で人を死に至らしめる妖怪とされるが、その正体は人間だとする場合もある。例として、明治の末から大正初めにかけ、岡山に山姫が現れた事例がある。荒れた髪で、ギロギロと目を光らせ、服は腰のみぼろ布を纏い、生きたカエルやヘビを食べ、山のみならず民家にも姿を見せた。付近の住民たちによって殺されたが、その正体は近くの村の娘であり、正気を失ってこのような姿に変わり果てたのであった。妖怪探訪家・村上健司は、各地に伝承されている山姫や山女もまたこの事例と同様、人間の女性が正気を失った姿である場合が多いと推測している。

## 近現代の事例
昭和に入ってからも山女の話はあり、1935年頃（昭和10年頃）、宮城県仙台市青葉区で山仕事に出た女性が3歳になる娘を草むらに寝かせて仕事をしていたところ、いつしか娘が姿を消していた。捜索の末、翌朝に隣り部落の山中で娘が発見され「母ちゃんと一緒に寝た」と答えていたことから、人々は山女か狐の仕業と語ったという。
また、屋久島では昭和初期になっても山姫やニイヨメジョの目撃例がある。「旧正月と9月16日には山姫がバケツをかついで潮汲みに来る」「小学生が筍取りに行ったところ、白装束で髪の長い女に笑いかけられた」「雨の夜、宮之浦集落の運転手が紫色の着物の女に出会った。車に乗るよう勧めたが、そのまま行ってしまった」など、現代的な要素を含んだ実話として伝承されている。

## 類似伝承
橘南谿著の『西遊記（せいゆうき）』に、山姫に類似した伝承があるが、人間か獣か判別できぬ、女の形をしていると記しているにとどまる（文献中では「山の神」とも解釈されている）。